# 艾莉德·麦金太尔
艾莉德·简·麦金太尔 MBE（1994年6月4日—）生于英格兰汉普郡温彻斯特，是一名英国女子帆船运动员，主攻470型双人艇。她的父亲迈克尔曾在1988年汉城奥运获得金牌。艾莉德早在八个月大时便被家人带上帆船，她也一直都爱上帆船运动。艾莉德15岁时加入英国国家队，她的第一位国际比赛搭档是Sophie Weguelin，2016年里约奥运后，她开始和汉娜·米尔斯搭档，两人搭档期间曾赢得2020东京奥运金牌。东京奥运后，米尔斯不再参加470型比赛，另外2024年巴黎奥运开始，男子和女子470型也被合并为混合双人470型，艾莉德也因此在2022年开始改与Martin Wrigley搭档。2023年2月，艾莉德宣布退役。